# Quadruncia
La quadruncia (in latino quadrunx o quatrunx) era una moneta di bronzo emessa nell'antichità in Italia. La moneta valeva 4 once, da cui il nome.  La moneta non faceva parte del sistema monetario canonico romano. Aveva un valore simile al triente, che valeva ugualmente quattro once.
Il termine triente è usato per indicare una moneta dal valore pari ad un terzo di asse, ed è quindi utilizzato nei sistemi monetari, come quello romano, in cui l'asse era costituito da 12 once, mentre la quadruncia è il termine utilizzato per monete inserite in sistemi monetari il cui l'asse era costituito da 10 once.
Esempi sono la quadruncia della monetazione di Capua e battuta durante la seconda guerra punica e le quadrunce coniate nello stesso periodo a Teati, Luceria e in altri centri della costa adriatica.
Il valore della moneta era indicato da quattro tortelli.